# Автошлях Т 1924
Автошля́х Т 1924 — автомобільний шлях територіального значення у Сумській області. Пролягає територією Середино-Будського району через Середину-Буду — Стару Гуту — Василівку. Загальна довжина — 26,6 км.

## Маршрут
Автошлях проходить через такі населені пункти:
| Автошлях Т 1924         |              |
| Сумська область         |              |
| Середино-Будський район |              |
| Середина-Буда           | Т 1908Т 1915 |
| Хлібороб                |              |
| поворот на Винторівку   |              |
| Нова Гута               |              |
| Стара Гута              |              |
| Василівка               |              |